# All Shook Up
«All Shook Up» (с англ. — «Я потрясён») — песня американского певца Элвиса Пресли. Сингл достиг вершины трёх хит-парадов США (поп, кантри и R&B), оставаясь в течение восьми недель в 1957 году с 13 апреля по 27 мая. В США, «All Shook Up» названа лучшей песней 1957 года. Автор песни Отис Блэквелл; также в её написании участвовал Элвис Пресли. «All Shook Up» занимает позицию #361 в списке 500 величайших песен всех времён по версии журнала Rolling Stone.
Песня также дала название постановке Бродвейского мюзикла на основе сюжета нескольких пьес Уильяма Шекспира (Двенадцатая ночь, Много шума из ничего, Как вам это понравится и Сон в летнюю ночь) по песням Элвиса Пресли.

## История
Блэкуэлл написал песню в офисе Shalimar Music в 1956 году после того, как Эл Стэнтон, один из владельцев Shalimar, потрясывая бутылкой Pepsi, предложил ему написать песню, основанную на фразе all shook up.
По словам Питера Гуральника, песня имеет другое происхождение. В своей книге «Последний поезд в Мемфис» он написал, что Элвис подумал, что All Shook Up ― хорошая фраза для рефрена. За это он был упомянут в соавторстве.
Сам Элвис во время интервью 28 октября 1957 года сказал: У меня никогда даже не было идеи для песни. Может быть, только однажды. Одной ночью я лег спать, мне приснился страшный сон, и я проснулся весь внутренне взъерошенный. Я позвонил приятелю и рассказал ему об этом. К утру у него была новая песня «All Shook Up».
Дэвид Хесс, использующий сценический псевдоним Дэвид Хилл, был первым, кто записал песню на Aladdin Records под названием «I'm All Shook Up». В интервью 2009 года Хесс рассказал о происхождении песни и заявил, что придумал название песни: Что касается «All Shook Up», то название появилось в результате реального стечения обстоятельств, и когда я решил не писать его, это сделал Отис Блэквелл, и у меня появилась первая запись для Aladdin Records. Это было мое название, но Отис написал песню, а Пресли взял кредит на написание, чтобы заставить его записать ее. Вот как все происходило в те дни.
12 января 1957 года Пресли записал эту песню в студии Radio Recorders в Голливуде. Дуэтный вокал на пластинке принадлежит первому тенору The Jordanaires Гордону Стокеру. В марте песня заняла 25-е место в Топ-100 чарта Billboard. В течение трех недель она сбила песню Перри Комо «Round and Round» с первой строчки и оставалась там восемь недель подряд. Песня также стала первым хитом Пресли, которая заняла 1 место в UK Singles Chart, оставаясь там в течение семи недель. Продажи сингла превысили два миллиона, и песня была названа Billboard песней номер один за 1957 год.

## Чарты
| Чарт(1957)                            | Высшая позиция |
| ------------------------------------- | -------------- |
| US Billboard Top 100                  | 1              |
| UK Singles Charts                     | 1              |
| US Billboard Most Played by Jockeys   | 1              |
| US Billboard Most Played in Jukeboxes | 1              |
| US Billboard Hot Country Songs        | 1              |

## Сертификации
| Регион | Сертификация  | Продажи    |
| --- | ------------- | ---------- |
| Великобритания (BPI) | Серебряный    | 200 000    |
| США (RIAA) | 2× Платиновый | 2 000 000^ |
| ^ Данные о тиражах приведены только на основе сертификации. · Данные о продажах + прослушиваниях приведены только на основе сертификации. |               |            |

## Другие записи и версии
- В 1991 году Билли Джоэл записал песню для саундтрека к фильму Медовый месяц в Лас-Вегасе, включая другие хиты песен Элвиса Пресли и других исполнителей. Песня в исполнении Джоэла была выпущена синглом в 1992 году и достигла пика хит-парадов, занимая позицию #92 в хит-парадах США и позицию #27 в хит-парадах Великобритании.
- Сьюзи Кватро сделала запись песни в середине 1970-х годов. Известный британский исполнитель Клифф Ричард включил свою версию песни в альбом 2001 года — Wanted.
- Британский рок-бенд The Jeff Beck Group записал песню для альбома 1969 года — Beckola совместно с Родом Стюартом и ведущим вокалистом Ронни Вудом.
- The Beatles исполнили песню в ходе сессий записи «Let It Be» в 1969 году. Пол Маккартни, экс-участник группы, позже записал песню для своего сольного альбома — Run Devil Run, выпущенного в 1999 году.
- Ансон Уильямс исполнил песню на тв-шоу Happy Days в 1970-х годах.
- Брайан Хайланд исполнил песню в 1961 году (входит в состав альбома Let Me Belong To You).
- Рай Кудер записал пародию на песню.

### Позиции вчартах(ВерсияБилли Джоэла)
| Чарт (1992)                                           | Пик позиция |
| ----------------------------------------------------- | ----------- |
| Германия «Media Control Charts»                       | 52          |
| «UK Singles Chart»                                    | 27          |
| США «Billboard Hot 100»                               | 92          |
| США, журнал Billboard «Hot Adult Contemporary Tracks» | 15          |

## Текст и русский перевод
| Английский | Русский перевод |
| --- | --- |
| A well I bless my soul Whats wrong with me? Im itching like a man on a fuzzy tree My friends say Im actin wild as a bug Im in love Im all shook up Mm mm oh, oh, yeah, yeah! My hands are shaky and my knees are weak I cant seem to stand on my own two feet Who do you thank when you have such luck? Im in love Im all shook up Mm mm oh, oh, yeah, yeah! Please dont ask me whats on my mind Im a little mixed up, but Im feelin fine When Im near that girl that I love best My heart beats so it scares me to death! She touched my hand what a chill I got Her lips are like a vulcano thats hot Im proud to say shes my buttercup Im in love Im all shook up Mm mm oh, oh, yeah, yeah! My tongue get tied when I try to speak My insides shake like a leaf on a tree Theres only one cure for this body of mine Thats to have the girl that I love so fine! | О, Боже! Что творится со мной? Я весь желанием горю Друзья говорят, что я сошёл с ума Я влюблён Что просто потрясён Мм Мм, о, о, да, да! Мои руки дрожат и колени слабы Кажется, что я не могу устоять на ногах Кого благодарить за удачу такую? Я влюблён Что просто потрясён Мм мм, о, о, да, да! Пожалуйста, не спрашивай, что в мыслях у меня Я немного в замешательстве, но душа поёт моя Когда я рядом с девушкой, которую так люблю Моё сердце бьётся так, что пугает меня до смерти! Она прикоснулась к руке моей, и я дрожу Её губы горячи, словно вулкан Я горжусь, называя её своим лютиком Я влюблён Что просто потрясён Мм мм, о, о, да, да! Мой язык не слушается, когда я пытаюсь говорить Я весь дрожу, словно на дереве лист Есть только одно лекарство для меня Чтоб девушка, которую люблю, всегда со мною была. |